# Campiglossa lingens
Campiglossa lingens är en tvåvingeart som först beskrevs av Friedrich Hermann Loew 1869.  Campiglossa lingens ingår i släktet Campiglossa och familjen borrflugor.
Artens utbredningsområde är Österrike. Inga underarter finns listade.